# دانائیدها

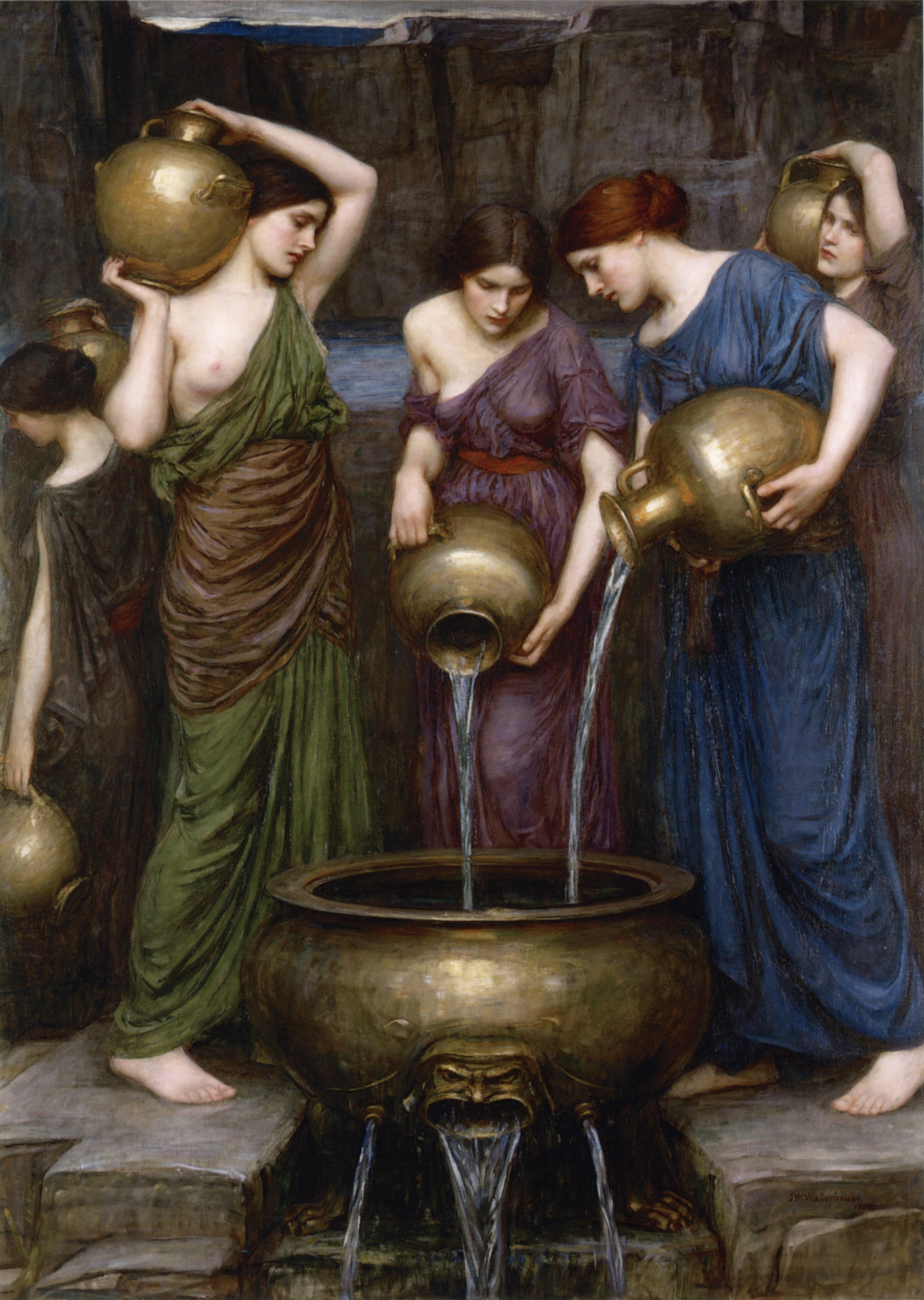
دختران دانائوس، به جرم قتل شوهرانشان، محکوم به حمل ابدی آب در ظرفی سوراخ دار شدند (نقاشی، اثری از جان ویلیام واترهاوس در سال ۱۹۰۳ است).

دختران دانائوس، دانائیدها (به انگلیسی: Danaid) معرفی می‌شوند، پنجاه دختر دانائوس بودند که می‌بایست با پنجاه پسر برادر دوقلویش ایژیپتوس، پادشاه اساطیری مصر ازدواج کنند.
در بیشتر کتاب‌های اساطیری اینگونه آمده‌است که همهٔ دختران، به جز یکی از آنها، در شب عروسی شوهرانشان را کشتند و در نتیجه محکوم به حمل ابدی آب در یک غربال (یا ظرفی سوراخ‌دار) شدند.
دختران دانائوس، در فرهنگ غرب، نماد تلاش بیهوده در انجام کاری تکراری شمرده می‌شوند.

## روایت دِنِیدها در اساطیر
دانائوس رغبتی به ازدواج دخترانش با برادرزادگان خود نداشت؛ بنابراین همراه آنها به آرگوس گریخت. او تنها زمانی که برادرش به همراه پنجاه پسر خود برای محافظت از آرگوس به آنجا رفته بود، به این ازدواج رضایت داد. با این وجود، به دختران خود دستور داد تا شوهرانشان را در اوّلین شب ازدواج بکشند. تمامی دختران او چنین کردند، به جز هایپرمنیسترا که شوهر خود، لینسئوس، را به این دلیل که خواسته‌اش مبنی بر باکره ماندن را محترم شمرده بود، نکشت. دانائوس از بی اعتنایی دخترش به دستور خود، خشمگین شد و او را به محکمهٔ آرگوس کشاند. لینسئوس، عموی خود را به انتقام قتل برادرانش کشت و به همراه هایپرمنیسترا سلسلهٔ دِنِید را در آرگوس بنیان نهاد.